# Portret van Catharina Felicia Rosalia Cuypers
Portret van Catharina Felicia Rosalia Cuypers is een tekening van Thérèse Schwartze in het Cuypershuis in Roermond.

## Voorstelling

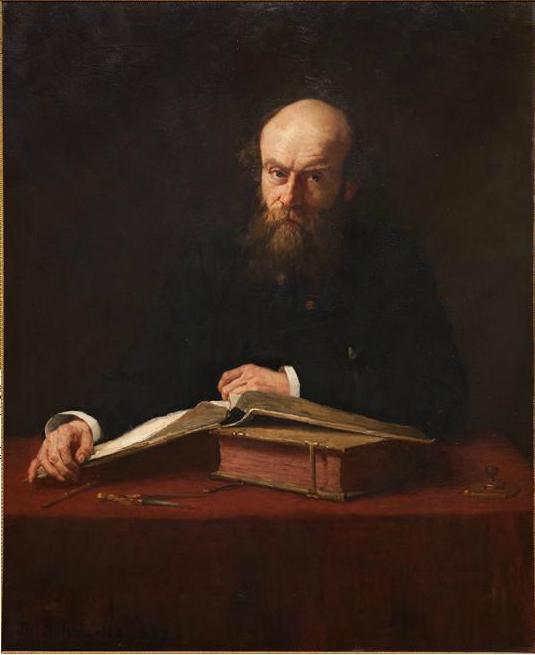
Thérèse Schwartze. Portret van Dr. P.J.H. Cuypers. Ca. 1887. Amsterdam, Rijksmuseum Amsterdam.

Het stelt Catharina Felicia Rosalia Cuypers, dochter van architect Pierre Cuypers en zijn eerste vrouw, Maria Rosalia van de Vin. Ze trouwde in 1876 met Eduardus Maria Alberdingk Thijm, een zoon van de halfbroer van Joseph Alberdingk Thijm, en vestigde zich in Amsterdam. Zowel haar vader als Thérèse Schwartze waren lid van De Vioolstruik, een literaire kring die de literatuur en muziek uit de Middeleeuwen bevorderde. Omstreeks 1887 schilderde Schwartze het portret van haar vader (nu in het Rijksmuseum in Amsterdam.

## Toeschrijving en datering
De tekening is rechtsboven gemonogrammeerd ‘Th. v. D. S.’ (Thérèse van Duyl-Schwartze). Het werk moet dus na het huwelijk van Schwartze met Anton van Duyl in 1906 zijn ontstaan.